# Liste von Persönlichkeiten der Stadt Füssen
In dieser Liste sind Persönlichkeiten aufgeführt, die mit der Stadt Füssen in Verbindung stehen.

## Söhne und Töchter der Stadt

### Geisteswissenschaftler
- Philipp Aumann (* 1977), Historiker und Ausstellungsmacher
- Konrad Bernhard (1801–1861), Heimathistoriker
- Richard Bletschacher (* 1936), Musikwissenschaftler und Literat
- Reinhold Böhm (1929–2004), Heimatforscher
- Otto Braunsberger (1850–1926), Jesuit, Historiker
- Martin Furtenbach (16. Jh.), Chronist
- Georg Guggemos (1890–1979), Heimathistoriker
- Beatrix Schönewald (* 1959), Historikerin und Leiterin des Stadtmuseums Ingolstadt

### Kirchenpersonen und Kirchenwissenschaftler
- Magnus Bernhard OSB (1825–1882), Bibliothekar
- Ulrich Denklinger OSB (um 1300–1347), Abt des Klosters St. Mang in Füssen
- Alexander Franz Joseph von Engel (1722–1800), Bischof der Diözese Leoben
- Maria Barbara Fellner OFM (1688–1765), Äbtissin
- Joachim Fendt OSB (*um 1513; † 1553), Abt
- Ulrich Freyberger OSB (1617–1681), Professor der Theologie
- Burkard Furtenbach OSB (1544–1599), Abt
- Moses Görgün (* 1981), Erzbischof der Erzdiözese Deutschland der Genuin Orthodoxen Kirche und erster Metropolit der ehemaligen Antiochenisch Orthodoxen Kirche von Europa
- Chrysostomus Hailland (1708–1753), Bibliothekar des Klosters St. Gallen
- Magnus Heel OSB (1654–1711), Abt
- Edmund Heiland OSB (1713–1789), Universitätsprofessor
- Placidus Hieber (1615–1678), Abt
- Placidus Keller OSB (1754–1831), Klosterhistoriker
- Arduin Heinrich Kleinhans OFM (1882–?), Theologe
- Karlheinz Knebel (1951–2017), Generalvikar und Domkapitular im Bistum Augsburg
- Pius Kolb OSB (1712–1762), Klosterhistoriker
- Maria Bernarda Kohlhund, Äbtissin
- Gottfried Lumper (1747–1800), katholischer Theologe
- Franz Xaver Pelle (1746–1821), Provinzialoberer der Franziskaner
- Karl Reth (1849–1933), Titularbischof von Lete und Weihbischof in Augsburg
- Gottfried Rether († um 1680), Propst
- Anselm Schwab OCist (1713–1778), Reichsprälat
- Franz Anton Schweikart OSB (1724–1787), Professor der Theologie
- Georg Spaiser S.J. (1594–1669), Jesuitenoberer, Dichter
- Gilbert Schmid von Wellenstein OPraem (1636–1684), Abt
- Magnus Schmid von Wellenstein OSB (1641–1723), Abt
- Franz Xaver Seelos, sl. (1819–1867), Missionar, seliggesprochen von Papst Johannes Paul II. am 9. April 2000
- Benedikt Maria von Werkmeister (1745–1823), Professor, Hofprediger, Aufklärer

### Künstler
- Hannes Arnold (* 1953), Künstler und Bildhauer
- Markus Bader (* 1974), Schauspieler und Regisseur
- Philipp Jakob Baudrexel (1627–1691), Hof- und Domkapellmeister, Komponist
- Georg Bayrhoff (1614–1681), Bildhauer
- Hans Adam Bayrhoff (1650–1722), Bildhauer
- Franz Karl Fischer (1710–1772), Barockbaumeister
- Johann Martin Fischer (1740–1820), Bildhauer
- Joseph Fischer (1704–1771), Stuckateur
- Günther Förg (1952–2013), Maler, Bildhauer und Fotograf
- Jakob König (* um 1536; † um 1600), Goldschmied, Kunstverleger, Kunsthändler
- Simpert Kramer (1679–1753), Barockbaumeister
- Tom Kreß (* 1967), Schauspieler
- Benedikt Lechler OSB (1594–1659), Musikdirektor, Komponist
- Jörg Lederer (* um 1470; † um 1550), Bildschnitzer
- Joseph Lipp (1900–1983), Landwirt, Kunstmaler, Buchillustrator und Graphiker
- Josef Lorch (1929–1999), Künstler und Restaurator
- Alois Mayer (1855–1936), Bildhauer
- Marie Mayer (* 1991), Film- und Theaterschauspielerin
- Hans-Jörg Modlmayr (* 1940), Schriftsteller und Lyriker[1]
- Volker Prechtel (1941–1997), Theater-, Kino- und Fernsehschauspieler
- Balthasar Pröbstl (1830–1895), Orgelbauer
- Lotte Schädle (* 1926), Sopranistin
- Hans Schwarzenbach (* um 1560; † um 1606), Orgelbauer
- Hans Schweiger (* 1949), Tierfilmer
- Michael Korb, Musikproduzent

### Politiker
- Philipp Jakob Kögel (* um 1650; † 1714), fürstbischöflicher Kanzler
- Karl von Schicker (1847–1907), Staatsrat
- Ludwig Wimmer (1870–?), Bezirksamtmann und Staatsrat
- Hans Wirz (1873–1943), deutsch-schweizerischer Journalist und sozialdemokratischer Politiker in Zürich
- Alfred Köpf (1928–2024), Unternehmer und Lokalpolitiker
- Theresa Schopper (* 1961), Kultusministerin Baden-Württemberg
- Andreas Kaufmann (* 1981), Politiker und Mitglied des Bayerischen Landtags[2]

#### Bürgermeister der Stadt Füssen (in Füssen geboren)
- Johann Baptist Zotz
- Johann Baptist Spaiser, Weinwirt Zum Güldenen Löwen in Füssen Nr. 58 (nach Umben.: Reichenstr. 13)
- Jakob Socher († 1676), Kramer und Angehöriger des Stadtgerichts Füssen
- Johann Jakob Heel (1688–1739), Weinwirt Zum Goldenen Löwen
- Otto Wanner (1919–2004), Ehrenbürger und Altbürgermeister der Stadt Füssen. Träger des Bundesverdienstkreuzes 1. Klasse und des Bayerischen Verdienstordens. Altpräsident des Deutschen Eishockey-Bundes DEB. Ehrenpräsident des EV Füssen.
- Paul Wengert (* 1952), von 1990 bis 2002 erster  Bürgermeister, von 2002 bis 2008 Oberbürgermeister von Augsburg (SPD)

### Sportler
- Emira Abbes (* 1996), Curlerin
- Franziska Albl (* 1995), Eishockeytorhüterin
- Paul Ambros (1934–2015), Eishockeyverteidiger mit dem Spitznamen „Tiger vom Hopfensee“
- Serkan Aslan (* 1980), türkischer Fußballspieler
- Oliver Axnick (* 1970), Curler, jetzt Bundestrainer
- Wilhelm Bechler (1924–2010), Eishockeytorwart
- Martin Beck (* 1933), Eishockeyspieler und -trainer
- Marcus Bleicher (* 1967), Eishockeyspieler
- Wolfgang Boos (* 1946), Eishockey- und Tennisspieler
- Hannelore Danzl (* 1944), Eisstockspielerin
- Markus Egen (1927–2021), Eishockeyspieler und -trainer
- Ulrich Egen (* 1956), Eishockeyspieler und -trainer
- Ernst Eggerbauer (1932–1995), Eishockeyspieler
- Michael Eggerbauer (* 1960), Eishockeyspieler und Geschäftsmann
- Julian Eichinger (* 1991), Eishockeyspieler
- Florian Eigler (* 1990), Freestyle-Skier
- Patrick Einsle (* 1987), Snookerspieler
- Michael Endraß (* 1988), Eishockeyspieler
- Stefan Endraß (* 1982), Eishockeyspieler
- Karin Fischer (* 1972), Curlerin
- Manfred Gmeiner (* 1941), Eishockeyspieler
- Michael Greis (* 1976), Biathlet
- Thomas Greiss (* 1986), Eishockeytorhüter
- Thomas Gröger (* 1966), Eishockeyspieler
- Georg Guggemos (1927–2015), Eishockeyspieler
- Markus Guggemos (* 1982), Eishockeyspieler
- Jennifer Harß (* 1987), Eishockeyspielerin
- Jörg Hiemer (* 1958), Eishockeyspieler
- Uli Hiemer (* 1962), Eishockeyspieler
- Holger Höhne (* 1970), Curler
- Engelbert Holderied (1924–1994), Eishockeyspieler
- Oswald Huber (1926–1995), Eishockeyspieler
- Sebastian Huber (1901–1985), Bobfahrer, Weltmeister und Olympiadritter
- Werner Jahn (* 1956), Eishockeyspieler
- Analena Jentsch (* 1997), Curlerin
- Alexander Jung (* 1978), Eishockeyspieler
- Florian Jung (* 1982), Eishockeyspieler
- Ulrich Kapp (* 1971), Curler
- Toni Kehle (1947–1997), Eishockeyspieler
- Kilian Keller (* 1993), Eishockeyspieler
- Klemens Kienberger (* 1921), Eishockeyspieler
- Furkan Kircicek (* 1996), Fußballspieler
- Günther Knauss (1943–2022), Eishockeytorwart und Kommunalpolitiker
- Karl Kögel (1917–1945), Eishockeyspieler
- Bruno Köpf (1929–2020), Eishockeyspieler
- Ernst Köpf (* 1940), Eishockeyspieler
- Paul Kößler (* 1919), Eishockeyspieler
- Lukas Koziol (* 1996), Eishockeyspieler
- Alois Kuhn (1910–1996), Eishockeyspieler
- Bernd Kuhn (* 1944), Eishockeyspieler und -trainer
- Ludwig Kuhn (1918–2001), Eishockeyspieler
- Bruno Leinweber (1902–1989), Eishockeyspieler und -funktionär
- Walter Leinweber (1907–1997), Eishockeytorwart
- Rainer Lutz (* 1961), Eishockeyspieler
- Josef Machenschalk (1936–2011), Eishockeyspieler
- Julia Manhard (* 1987), Freestyle-Skierin
- Saša Martinović (* 1984), Eishockeyspieler
- Oliver Mattheis (* 1995), Radrennfahrer
- Manfred Müller (* 1948), Eishockeyspieler
- Mathias Müller (* 1992), Eishockeyspieler
- Jörg Mayr (* 1970), Eishockeyspieler
- Hansjörg Nagel (1938–2016), Eishockeyspieler
- Philipp Nawrath (* 1993), Biathlet
- Fritz Poitsch (1926–1999), Eishockeyspieler
- Christian Rohde (* 1982), Eishockeytorwart
- Markus Rohde (* 1979), Eishockeyspieler und -trainer
- Karl-Heinz Ruban (* 1952), Eishockeyspieler
- Valentin Scharpf (* 1988), Eishockeyspieler
- Daniel Schmölz (* 1992), Eishockeyspieler
- Felix Schneider (* 1978), Eishockeyspieler
- Georg Scholz (* 1937), Eishockeyspieler
- Emma Schweiger (* 1998), Eishockeytorhüterin
- Peter Schwimmbeck (* 1941), Eishockeyspieler
- Kurt Sepp (* 1935), Eishockeyspieler und -trainer
- Hans Standl (1926–2021), Sportschütze
- Luis Stitzinger (1968–2023), Extrembergsteiger
- Rudolf Thanner (1944–2007), Eishockeyspieler und Kommunalpolitiker
- Ernst Trautwein (* 1936), Eishockeyspieler
- Xaver Unsinn (1929–2012), Eishockey-Bundestrainer
- Leonhard Waitl (1939–2010), Eishockeyspieler
- Michael Wanner (* 1952), Eishockeyspieler
- Heinz Weisenbach (1945–2018), Eishockeyspieler und -trainer
- Anton Wiedemann (1911–1953), Eishockeyspieler
- Tobias Wörle (* 1984), Eishockeyspieler
- Armin Wurm (* 1989), Eishockeyspieler,
- Silvan Zacek (* 1995), Baseballspieler

### Sonstige
- Moses Ceylan (* 1980), Koch
- Carl-Heinrich von Gablenz (* 1952), Unternehmer und Manager
- Franz Geissenhof (1753–1821), Geigenbauer
- Anna Marie Hahn (1906–1938), Serienmörderin
- Christian Henze (* 1968), Koch und Autor
- Alexander Jordan (* 1975), Militärhistoriker
- Max Koegel (1895–1946), Kommandant des Konzentrationslagers Flossenbürg
- Franz Gustav Kollmann (* 1934), Maschinenbauingenieur
- Thomas Kotte (* 1968), Antiquar
- Tosso Leeb (* 1967), Biochemiker und Genetiker.
- Ulrich Magnus (* 1944), Rechtswissenschaftler und Hochschullehrer
- Markus Richter (* 1972), ehemaliger Schlossführer und stellvertretender Kastellan von Neuschwanstein, Autor von Neuschwanstein-Thrillern
- Ludwig Schäfer (1912–2003), Jurist, Richter am Bundesgerichtshof
- Simon Schlachter (* 1992), Koch
- Caspar Tieffenbrucker (um 1514–1571), Lauten- und Geigenbauer
- Gall Heinrich Schmid von Wellenstein (* 1637), Generalwachtmeister
- Ludwig Wimmer (1870–?), Verwaltungsjurist, Bezirksamtmann in Günzburg und bayerischer Ministerialbeamter
- Ludwig Zametzer, Rechtsanwalt und 1. Präsident des DEB 1963/64 (mit Günther Sabetzki (Düsseldorf) beide gleichberechtigt)

## Mit Füssen in Verbindung stehende Persönlichkeiten

### Bürgermeister der Stadt Füssen
- vor 1805: Johann Baptist Zotz (1755–?)

Vor 1806 gab es in Füssen zwischen zwei und vier ehrenamtliche Bürgermeister, die halbjährlich wechselten.
- 1806–1815: August Schweiger (1766–1815)
- 1815–1821: Adam Frank (1766–1829)
- 1827–1829: Mathias Lecker (1786–1831)
- 1829–1835: Jakob Winterhalter (1785–1858)
- 1835–1841: Josef Bosch (1785–1855)
- 1841–1847: Kaspar Schradler (1803–1879)
- 1847–1853: Josef Bosch (1785–1855)
- 1853–1865: Josef Lecker (1818–1905)
- 1865–1874: Anton Geisenhof (1817–1900)
- 1875–1892: Georg Zächerl (1828–1893)
- 1894–1898: Ludwig Schradler (1830–1916)
- 1898–1899: Johann Albrecht (1846–1916)
- 1900–1912: Georg Wallner (1843–1916)
- 1912–1915: Jakob Spitzauer (1883–1969)
- 1915–1929: Adolf Moser (1881–1965)
- 1929–1939: Michael Samer (1879–1957)
- 1939–1945: Hans Frank (1902–1945)
- 1945: Eduard Feigel (1894–1982)
- 1945–1948: Robert Erhard (1881–1952)
- 1948–1952: Sigismund Schmidt (1902–1977)
- 1952–1956: Michael Samer (1879–1957)
- 1956–1974: Ernst Enzinger (1918–1977)
- 1974–1990: Otto Wanner (1919–2004)
- 1990–2002: Paul Wengert (* 1952)
- 2002–2008: Christian Gangl (* 1962)
- 2008–2020: Paul Iacob (* 1951)
- seit 2020: Maximilian Eichstetter (* 1985)[4][5]

### Kirchenpersonen
- Magnus, hl. († um 750), Einsiedler

### Künstler
- Bruno Arnold (1884–1933), Fotograf, lebte in Füssen, fotografierte intensiv Füssen und Hohenschwangau
- Carl Fr.J. Benedek (1902–1967), Kunstmaler und Illustrator, gestorben in Füssen/Hopfen am See
- Julius Berger (* 1954), Cellist
- Stephan Cosacchi (1903–1986), Sprach- und Musikwissenschaftler und Komponist
- Johann Georg Fischer (1673–1747), Barockbaumeister, gestorben in Füssen
- Oskar Freiwirth-Lützow (1862–1925), Maler, gestorben in Faulenbach bei Füssen
- Johann Jakob Herkomer (1652–1717), Barockbaumeister, Maler, Stuckateur, gestorben in Füssen
- Gottfried Andreas Herrmann (1907–2002), Maler
- Jakob Hiebeler (* um 1560; † um 1625), Maler, gestorben in Füssen
- Andreas Jäger (1704–1773), Orgelbauer, gestorben in Füssen
- Wolf Maurer (* 1941), Maler, Träger des Kunstpreises der Stadt Kempten (Allgäu) (1989) und des Kollegenpreises des Berufsverbands Bildender Künstler (BBK) Schwaben-Süd[6]
- Josef Neumann (1860–1931), Kupferstecher und Radierer
- Joseph Pröbstl (1798–1866), Orgelbauer, gestorben in Füssen
- Percy Rings (1901–1994), Maler, erster Träger des Kultur- und Kunstpreises der Stadt Füssen, gestorben in Füssen
- Thomas Seitz (* spätes 17. Jh.; † Mitte 18. Jh.), Bildhauer, Stuckateur
- Anton Sturm (1690–1757), Bildhauer, gestorben in Füssen
- Alois Vogler (1934–2022), Bildhauer
- Günter Ziesler (1939–2023), Natur- und Tierfotograf, lebte und starb in Füssen

### Politiker
- Konrad Lax (1914–2007), letzter Landrat des Altlandkreises Füssen, starb in Füssen
- Ilona Deckwerth (* 1961), Mitglied des Bayerischen Landtags, Mitglied des Stadtrats von Füssen

### Wissenschaftler
- Leopold Natterer OSB (1732–1806), Botaniker
- Basilius Sinner OSB (1745–1827), Benediktiner und Erfinder
- Rudibert Ettelt (1931–2005), Stadtchronist
- Angelika Hofer (1957–2016), Verhaltensforscherin, lebte in Füssen, erhielt den Kultur- und Kunstpreis der Stadt Füssen
- Alexander Jordan (* 1975), Historiker und Museumsdirektor

### Sportler
- Siegfried Schubert (Silla) (* 1939), Eishockeyspieler und -trainer
- Wolfgang Schubert (Bossi) (1949–2008), Fußball- und Eishockeyspieler, Bruder von Franz und Siegfried Schubert, gestorben in Füssen
- Andreas Kapp (* 1967), Curler
- Andreas Kempf (* 1967), Curler
- Alexander Lwowitsch Golz (* 1972), Eishockeyspieler
- Andrejs Vlascenko (* 1974), Eiskunstläufer
- Andreas Lang (* 1979), Curler
- Michael Wolf (* 1981), Eishockeyspieler
- Felix Petermann (* 1984), Eishockeyspieler
- Furkan Kircicek (* 1996), Fußballspieler

### Sonstige
- Johannes Iversen (1865–1941), deutscher Werbetexter und Werbeberater, lebte und arbeitete 1920–1941 in Füssen
- Eduard Dietl (1890–1944), Oberst des Gebirgsjägerregiments in Füssen
- Wilhelm Ritter von Leeb (1876–1956), Generalfeldmarschall, gestorben in Füssen
- Franz Josef Eichele (1809–1876), Fabrikant
- Johann Nepomuk Glöggler (1910–2004), Bauunternehmer und Baustoffgroßhändler, Geschäftsführer der Füssener Hanfwerke (Textil AG), gestorben in Füssen
- Georg Gossembrot (* um 1445; † 1502), Kaiserlicher Pfleger auf Ehrenberg
- Friedrich von Hössle (1856–1935), Chemiker und Papierhistoriker
- Nikola Schekow (1865–1949), bulgarischer General der Infanterie sowie Kriegsminister und Oberbefehlshaber der bulgarischen Armee während des Ersten Weltkrieges, gestorben in Füssen
- Franz Achim Schubert (1932–1991), Gründer der Jugendherberge Füssen, Bruder von Siegfried und Wolfgang Schubert
- Raphael Rainer von Thurn und Taxis (1906–1993), langjähriger Präsident des EV Füssen
- Hermann Wegscheider (1880–1941), Füssener Arbeiter, der als Gegner der Nationalsozialisten im KZ Flossenbürg starb, Gedenktafel im Waldfriedhof Füssen